# Apteryx australis
Kiwi-do-sul ou quiuí-castanho-do-sul (Apteryx australis) ou quiuí-marrom-do-sul (português brasileiro) ou kiwi-do-sul (português europeu) é uma espécie de ave da família Apterygidae endêmica da Nova Zelândia.

## Nomenclatura e taxonomia
A espécie foi descrita em 1813 por George Shaw. Historicamente incluiu a população do norte da ilha do Sul e da ilha do Norte, referida como Apteryx mantelli, entretanto, análises moleculares demonstraram que se tratava de duas espécies distintas. Duas subespécies são reconhecidas: Apteryx australis australis na ilha do Sul e Apteryx australis lawryi em Stewart.

## Distribuição geográfica e habitat
A espécie está distribuída na ilha do Sul, nas regiões de Fiordland e Westland (próximo a Haast), e na ilha Stewart.